# Přemše
Přemše (polsky Przemsza) je řeka v jižním Polsku, která protéká Malopolským a Slezským vojvodstvím. Je to levý přítok Visly. Od soutoku zdrojnic dlouhá 24 km (od pramene Černé Přemše 88 km). Povodí má rozlohu 2 100 km².

## Průběh toku
Vzniká soutokem Černé Přemše (Czarna Przemsza) a Bílé Přemše (Biała Przemsza), kde se kdysi stýkaly hranice tří říší (Trojmezí tří císařů). Protéká v kanalizovaném korytě po území Hornoslezské černouhelné pánve. Tok řeky je regulovaný jezy.

## Vodní režim
Průměrný průtok vody činí přibližně 20 m³/s.

## Využití
Využívá se k zásobování průmyslových závodů vodou a k dopravě černého uhlí.[zdroj?]

### Osídlení
Na řece leží města Myslovice, Jaworzno, Chełmek a Sosnovec.